# 馬斯卡爾迪湖
41°20′54″S 71°33′49″W / 41.34833°S 71.56361°W

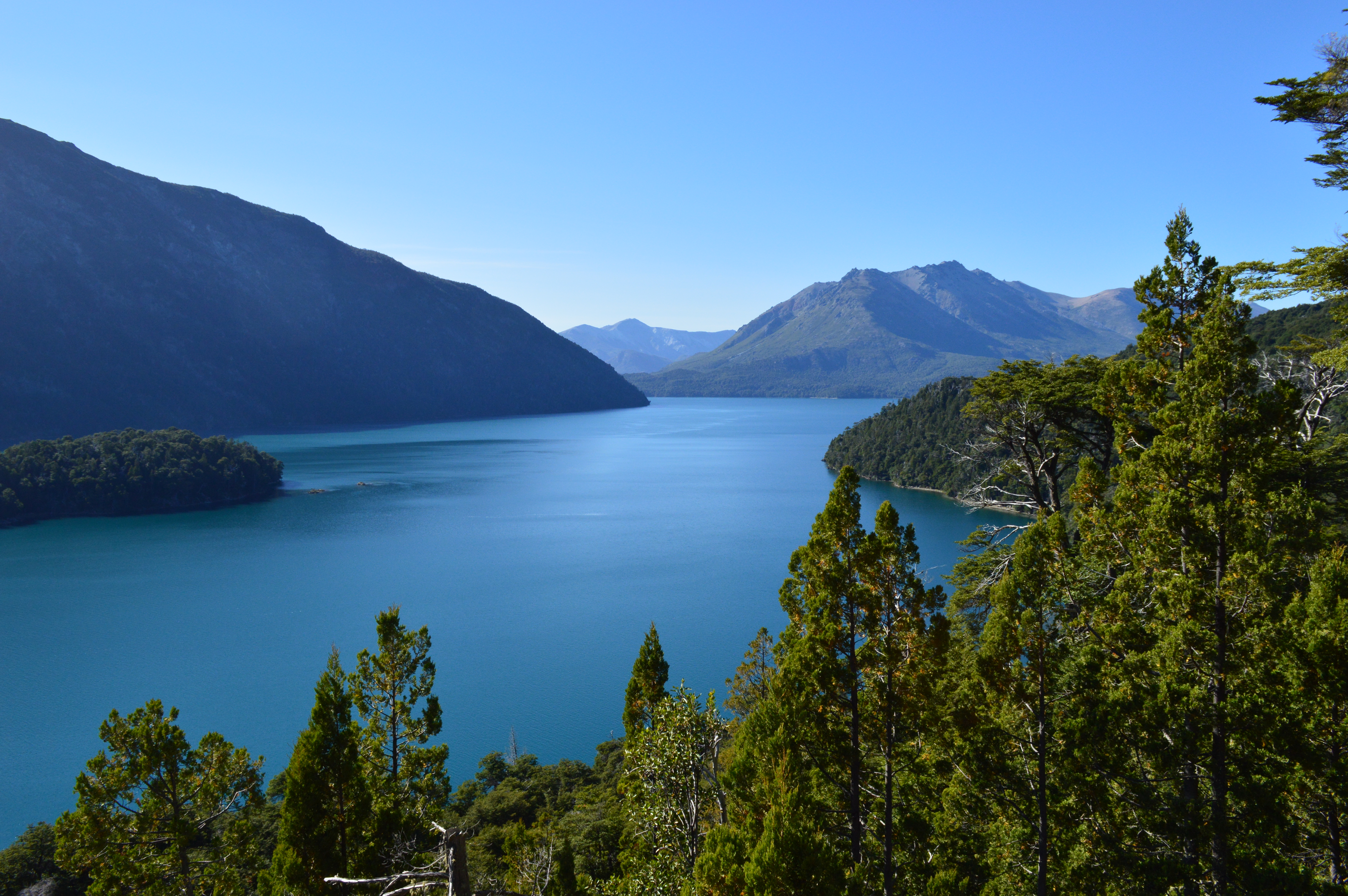
馬斯卡爾迪湖

馬斯卡爾迪湖（西班牙語：Lago Mascardi）是阿根廷的湖泊，位於納韋爾瓦皮國家公園，由內格羅河省負責管轄，面積39平方公里，海拔高度187米，最大水深218米。